# Кон-Тики
Вижте пояснителната страница за други значения на Кон-Тики.
„Кон-Тики“ е дървен сал от балсови трупи, с който норвежкият пътешественик-изследовател, писател и антрополог Тур Хейердал прекосява Тихия океан през 1947 г.

## Името „Кон-Тики“
Салът носи името на Бога на слънцето на инките Виракоча, за чието по-старо име се смята, че е било Кон-Тики. „Кон-Тики“ също така е името на книгата и филма за експедицията, които Тур Хейердал създава. Филмът „Кон-Тики“ печели награда Оскар за най-добър документален филм през 1952 г.

## Експедиция „Кон-Тики“
Тур Хейердал вярва, че жителите на Южна Америка са заселили Полинезия още в предколумбови времена. Неговата цел е, чрез създаването на Кон-Тики и провеждане на експедицията, да докаже, че тази негова теория е възможна и няма технически пречки да се осъществи такова преселение през Тихия океан.
Хейердал и неговият малък екип се отправят към Перу. Използвайки балсово дърво и други естествени и традиционни материали, създават дървен сал по начина, практикуван от древните жители на Южна Америка. Придружен от още петима души, Хейердал отплава от Перу и в продължение на 101 дни прекосява Тихия океан, изминавайки 8000 километра, докато достига кораловите острови на Френска Полинезия. Единственото съвременно оборудване, с което разполага експедицията, е тяхното радио, чрез което поддържат връзка със света.
Оригиналният сал „Кон-Тики“ е изложен в музея „Кон-Тики“ в Осло.
Екипажът на „Кон-Тики“ е съставен от 6 мъже и папагал, загинал по време на експедицията:
- Тур Хейердал – норвежец, ръководител на експедицията;
- Ерик Хеселберг – норвежец, навигатор и художник; изрисува лицето на бог Кон-Тики върху платното на сала;[4]
- Бенгт Даниелсон – швед, отговаря за продоволствията и всекидневните задачи на сала;[4]
- Кнут Хаугланд – норвежец, отговаря за всекидневните радио предавания от сала;[3]
- Торстейн Рааби – норвежец, отговаря за всекидневните радио предавания от сала;[3]
- Херман Вацингер – норвежец, инженер, отговорен за всекидневните метеорологични и хидрографски измервания.[3]

## Експедиция „Тангароа“
На 28 април 2006 година 6-членен екипаж предприема нова експедиция, опитвайки се да повтори Експедиция „Кон-Тики“, като използва сала „Тангароа“. Той е дълъг 16 m, широк 8 m и при конструирането му отново са използвани познанията на древните мореплаватели.
Местоположението на сала е могло да бъде проследявано ежедневно на сайта на експедициятаwww.tangaroa.no. Интересно е, че член на експедицията е и Олав Хейердал, внук на Тур Хейердал. Експедицията завършва успешно на 101-вия ден от своето начало. Салът „Тангароа“ прекосява огромното разстояние Перу – Френска Полинезия и достига Дружествените острови.

## Музей
В Осло е създаден музей „Кон-Тики“, посветен на построяването на сала и експедициите с него.